# كارستن سورينسن
كارستن سورينسن (1 فبراير 1948 - ) (بالدنماركية: Karsten Sørensen)‏ هو لاعب كرة يد دانمركي. شارك في الألعاب الأولمبية الصيفية 1972.

## وصلات خارجية
- كارستن سورينسن على موقع أوليمبيديا (الإنجليزية)